# Tunnel de Nanterre-La Défense
 (juillet 2017).
Le tunnel de Nanterre-La Défense est un tunnel routier long de 4 150 mètres situé dans le département des Hauts-de-Seine, en France. Ouvert à la circulation en 1996, il permet le passage de l'autoroute A14.
Le tunnel de Nanterre-La Défense est l’un des tunnels concernés par le programme de modernisation des tunnels d'Île-de-France piloté par la direction régionale et interdépartementale de l'Équipement et de l'Aménagement d’Île-de-France (DRIEA-IF). Débutés en 2008, les travaux s’y déroulent jusqu’au printemps 2013. La modernisation de ce tunnel a pour objectif de le rendre plus sûr en y installant des équipements de haute technologie qui permettent une plus grande réactivité en cas d’incident.

## Caractéristiques
Le tunnel de Nanterre-La Défense a été créé en 1996 dans le département des Hauts-de-Seine. Situé sur l'autoroute A14, il est long de 4 150 mètres, et connaît une fréquentation importante avec une moyenne de 100 500 véhicules qui l’empruntent chaque jour. Depuis le 17 avril 2015 , les poids lourds on l’autorisation d’emprunter le tunnel. 

## Modernisation du tunnel à partir de 2009

### Programme de modernisation
Les travaux du tunnel sont réalisés dans le cadre du programme de modernisation des vingt-deux tunnels d’Île-de-France dont l’objectif est de renforcer la sécurité dans les tunnels routiers et autoroutiers de l’État.
Engagés en 2009, les travaux consistent en la mise en place des technologies les plus innovantes du moment dans les tunnels pour optimiser le temps de détection d’incidents graves et les gérer au mieux. À la fin de ces travaux, les tunnels franciliens doivent permettre d’assurer une sécurité maximale pour les quatre millions d’usagers quotidiens.
Ce programme, d’une durée prévisionnelle de cinq ans, représente un investissement total de 800 millions d’euros. En 2009, le plan de relance, à hauteur de 85 millions d’euros a permis d’accélérer les travaux.

### Détail des aménagements sur 22 mois
Les travaux dans le tunnel sont programmés sur une période de quatre ans et concernent les aménagements à la fois à l’intérieur du tunnel et en surface :
À l’intérieur du tunnel, le programme prévoit :
- la création de cinq issues de secours ;
- l'installation de 360 caméras intelligentes ;
- le renforcement de la ventilation pour faciliter l’évacuation des fumées en cas d’incendie ;
- l'installation de parois de protection au feu afin de consolider la structure ;
- la mise en place de treize barrières de fermeture télécommandées.

En surface, sont prévus :
- la construction de sorties de secours en extérieur ;
- la création de bouches incendie ;
- le renforcement de la ventilation.

### Deux niveaux de travaux

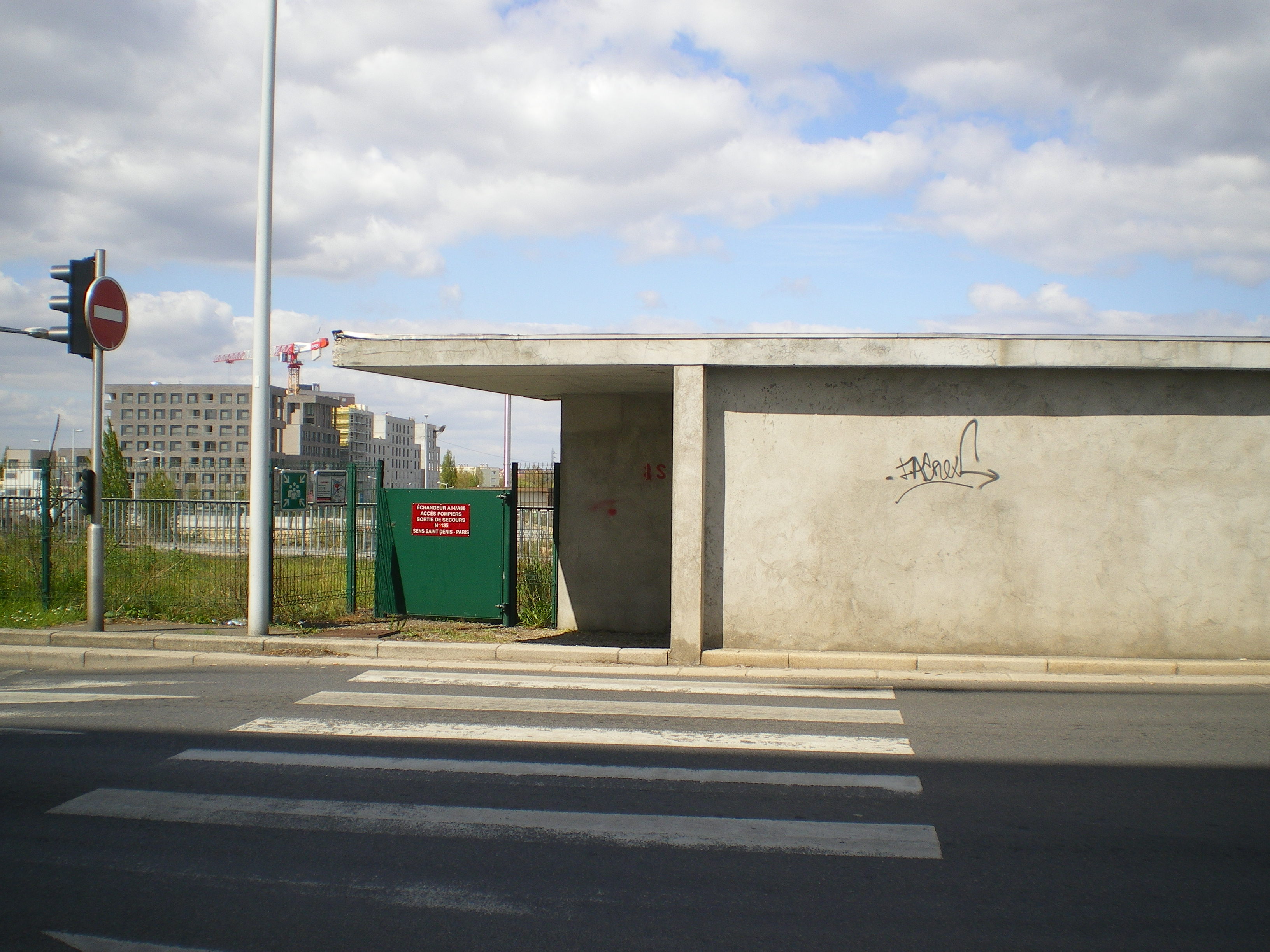
Une issue de secours du tunnel.

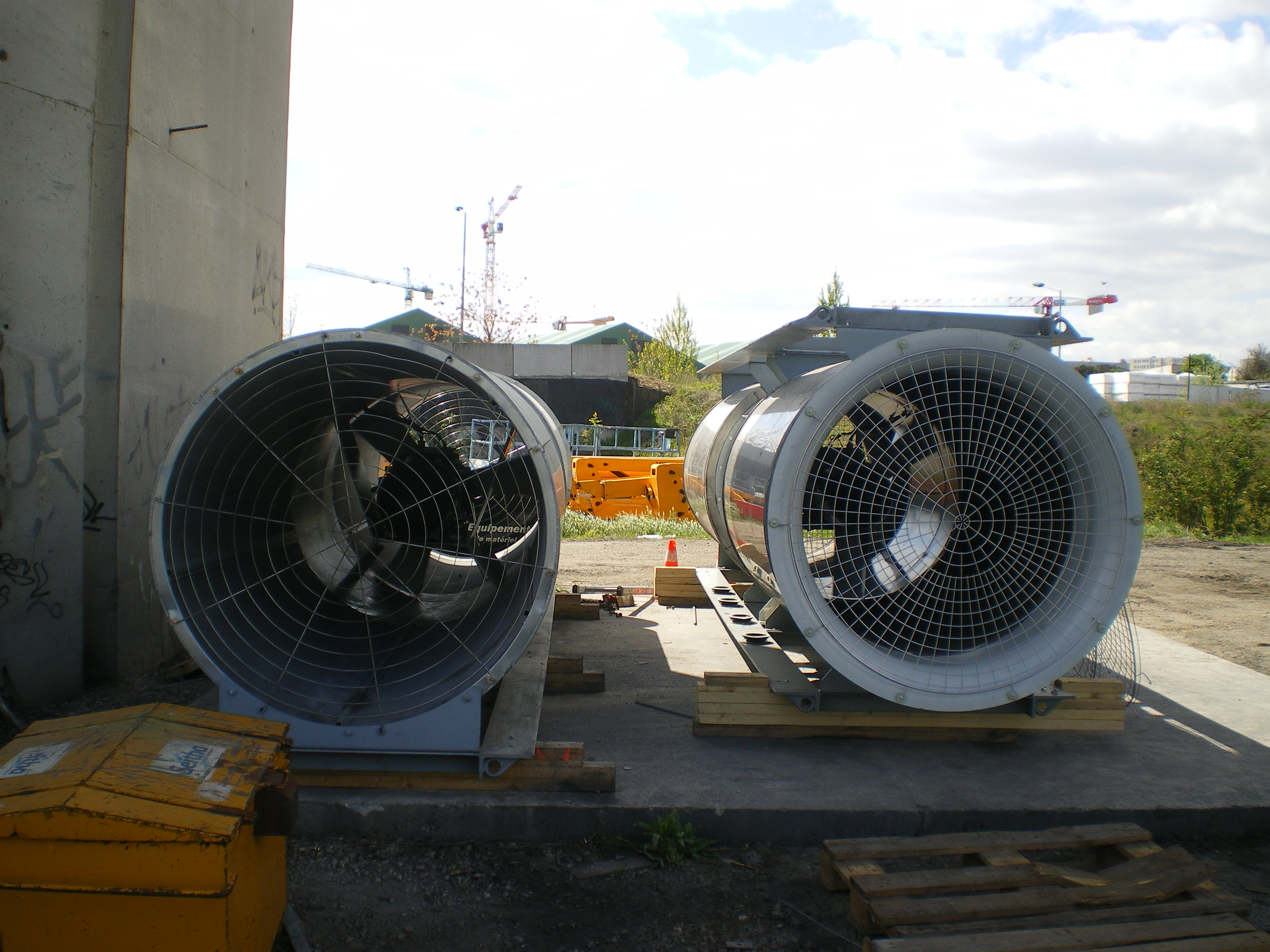
Des ventilateurs en attente de pose dans le tunnel en avril 2012.

Le planning des travaux est fixé comme suit :
En surface, de mi-juillet 2010 à décembre 2011
- aménagement extérieur des issues de secours ;
- renforcement du système de ventilation.

À l’intérieur du tunnel, de septembre 2010 au printemps 2013
- renforcement du système de ventilation ;
- développement du dispositif de protection au feu des ouvrages ;
- travaux électriques.

Lors des travaux en surface, cinq sorties de secours sont créées. À la fin des travaux, le tunnel bénéficie de 72 issues de secours, séparées les unes des autres de 200 mètres. Ainsi, en cas d'incident dans le tunnel, les automobilistes se trouvent toujours à moins de 100 mètres d’un accès pour évacuer.
À l’intérieur du tunnel, toutes les issues sont équipées de signaux sonores et lumineux pour inciter les automobilistes à quitter leur véhicule et à évacuer (sirène d’alarme, signalisation lumineuse indiquant les issues de secours).
Les travaux ont également pour objectif de moderniser le système de ventilation afin de maîtriser les fumées en cas d’incendie et de renforcer la résistance au feu des parois pour garantir l’intégrité de l’ouvrage en cas d’incendie.
Parallèlement à ces travaux, les transmissions radio sont revues pour une meilleure transmission des informations à l’intérieur du tunnel, et les réseaux de télécommunication avec le poste de commandement (PC) sont renforcés. La gestion technique centralisée installée au sein du PC permet aux opérateurs sécurité trafic (OST), d’être informés en temps réel des incidents dans les tunnels et de réagir de façon optimale en fonction de la gravité de chaque situation.

### Conséquences des travaux
Ces travaux, qui ont lieu à la fois à l’intérieur du tunnel (sur l’A14) et en surface, engendrent une gêne inévitable pour les automobilistes, avec des fermetures fréquentes de nuit, et pour les riverains, avec des nuisances visuelles et sonores liées aux travaux et aux embouteillages.
Le calendrier détaillé comprend les phases suivantes :
- jusqu’à fin 2011 : travaux de jour en surface ;
- de septembre 2010 à début 2012 :
  - travaux de nuit sur l’A14 : fermetures fréquentes du tunnel,
  - travaux de jour sur l'A14 : fermetures de certaines bretelles de jour ;
- de fin 2011 au printemps 2013 :
- en août 2011 :
  - fermeture complète du complexe Nanterre - La Défense pendant trois semaines.

## Dispositions prises pour minimiser la gêne

### Mesures sur le réseau
Des mesures ont été prises afin de minimiser les perturbations potentielles pour les automobilistes pendant la durée des travaux :
- en proposant des itinéraires de contournement des travaux qui se trouvent uniquement sur le réseau de la DRIEA-IF ;
- en faisant un effort de coordination des travaux avec les autres grands chantiers franciliens (groupe de travail avec les Conseils généraux et le Syndicat des transports d'Île-de-France) et chantiers régionaux (tunnel de Neuilly).

### Dispositif de communication
Pour accompagner ces travaux, la DRIEA-IF a renforcé son dispositif de communication de proximité auprès des automobilistes et riverains, afin qu’ils comprennent les objectifs des travaux, qu’ils soient informés sur l’évolution du chantier et qu’ils prennent connaissance des itinéraires de contournement.
Des panneaux d’information ont été installés pour avertir en amont les automobilistes des perturbations potentielles qui peuvent avoir lieu à cause des travaux sur l’A14
Le module internet dédié aux travaux du tunnel de Nanterre-La Défense offre une information exhaustive et actualisée sur les chantiers du tunnel.
La DRIEA-IF s’est mise en contact avec tous les acteurs institutionnels et économiques de la région afin de travailler avec eux à une communication de proximité adaptée.